# Manto de tisú verde

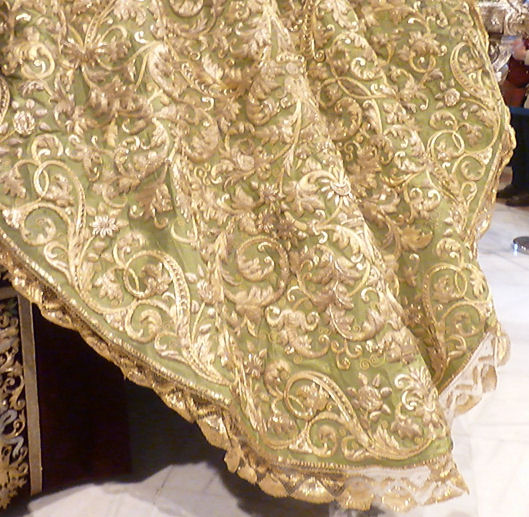
Detalle de la cola del manto de tisú verde.

El manto de tisú verde es un manto realizado por el bordador y diseñador Juan Manuel Rodríguez Ojeda en el año 1929 para la imagen de María Santísima de la Esperanza Macarena, titular de la Hermandad de la Esperanza Macarena de la ciudad de Sevilla. Es uno de los tres mantos de salida que tiene la imagen, junto con el conocido El Camaronero y el manto de la coronación, 
Está realizado en hilo de oro y seda de colores sobre tisú de color verde (de donde recibe el nombre), y se trata de la última obra del bordador, pues falleció poco después de su realización. El diseño marcó un hito en la historia de la Semana Santa en Sevilla.

## Historia
La Hermandad de la Esperanza Macarena firmó el contrato de su realización con el bordador el 20 de junio de 1929, por cuantía de 36.700 pesetas, y fue financiado mediante una suscripción promovida por el rey Alfonso XIII de España, que había sido recibido como hermano de la hermandad en 1904.
Fue bendecido el 11 de abril de 1930 por el cardenal Eustaquio Ilundáin y Esteban, a la sazón arzobispo de la ciudad, y estrenado por la imagen para realizar su estación de penitencia a la catedral de Sevilla esa misma Semana Santa, el 26 de marzo.
Fue retocado en 1994, intervención que provocó gran polémica por la calidad de los materiales utilizados para ello, y finalmente restaurado para recuperar el diseño y calidad original en el año 2010.